# Victor Kilian
Victor Kilian (parfois crédité Victor Killian) est un acteur américain, de son nom complet Victor Arthur Kilian, né à Jersey City (New Jersey) le 6 mars 1891, mort à Hollywood (Californie) le 11 mars 1979.

## Biographie
Au théâtre, Victor Kilian joue à Broadway entre 1926 et 1962. Au cinéma, il contribue à 127 films américains entre 1929 et 1952, dont plusieurs westerns. Victime du maccarthysme et mis sur « liste noire », sa carrière sur grand écran s'achève alors. Il réapparaît néanmoins à la télévision (où il avait fait une première incursion en 1950), participant à un téléfilm en 1960, ainsi qu'à quelques séries, entre 1960 et 1979 — année durant laquelle il meurt en son domicile hollywoodien, tué par des cambrioleurs.

## Filmographie partielle

### Au cinéma
- 1932 : The Side Show Mystery de Joseph Henabery
- 1935 : Air Hawks (en) d'Albert S. Rogell
- 1936 : La Loi du plus fort (Riffraff) de J. Walter Ruben
- 1936 : Saint-Louis Blues (Banjo on my Knee) de John Cromwell
- 1936 : Ramona d'Henry King
- 1936 : Aventure à Manhattan (Adventure in Manhattan) d'Edward Ludwig
- 1936 : Les Chemins de la gloire (The Road to Glory) de Howard Hawks
- 1936 : La musique vient par ici (The Music Goes 'Round) de Victor Schertzinger
- 1937 : Cette nuit est notre nuit (Tovarich) d'Anatole Litvak
- 1937 : L'Heure suprême (Seventh Heaven) de Henry King
- 1938 : Les Aventures de Tom Sawyer (The Adventures of Tom Sawyer) de Norman Taurog
- 1938 : Chercheuses d'or à Paris (Gold Diggers in Paris) de Ray Enright et Busby Berkeley
- 1938 : Deux Camarades (Orphans of the Street) de John H. Auer
- 1938 : Paris Honeymoon de Frank Tuttle
- 1939 : St. Louis Blues de Raoul Walsh
- 1939 : Le Retour de Cisco Kid (The Return of the Cisco Kid) de Herbert I. Leeds
- 1939 : Seuls les anges ont des ailes (Only Angels have Wings) de Howard Hawks
- 1939 : Convict's Code (en) de Lambert Hillyer
- 1939 : Jeunesse triomphante (Dust Be My Destiny) de Lewis Seiler
- 1939 : Chantage (Blackmail) de H. C. Potter
- 1939 : Les Aventures d'Huckleberry Finn (The Adventures of Huckleberry Finn) de Richard Thorpe
- 1939 : En surveillance spéciale (Invisible Stripes) de Lloyd Bacon
- 1940 : La Caravane héroïque (Virginia City) de Michael Curtiz
- 1940 : Les Révoltés du Clermont (Little Old New York) de Henry King
- 1940 : L'Étrangère (All This, and Heaven Too) d'Anatole Litvak
- 1940 : Torrid Zone de William Keighley
- 1940 : Ville conquise (City for Conquest) d'Anatole Litvak
- 1940 : La Jeunesse d'Edison (Young Tom Edison) de Norman Taurog
- 1940 : Docteur Cyclope (Dr. Cyclops)' d'Ernest B. Schoedsack
- 1940 : Le Retour de Frank James (The Return of Frank James) de Fritz Lang
- 1941 : Arènes sanglantes (Blood and Sand) de Rouben Mamoulian
- 1941 : Sergent York (Sergeant York) de Howard Hawks
- 1941 : Secrets of the Lone Wolf d'Edward Dmytryk
- 1941 : Les Pionniers de la Western Union (Western Union) de Fritz Lang
- 1942 : Tueur à gages (This Gun for Hire) de Frank Tuttle
- 1942 : Les Naufrageurs des mers du Sud (Reap the Wild Wind) de Cecil B. DeMille
- 1943 : Hitler's Madman de Douglas Sirk
- 1943 : L'Étrange Incident (The Ow-Bow Incident) de William A. Wellman
- 1944 : Kismet de William Dieterle
- 1944 : La Belle de l'Alaska (Belle of the Yukon) de William A. Seiter
- 1945 : Dillinger, l'ennemi public n° 1 (Dillinger) de Max Nosseck
- 1945 : La Maison du docteur Edwardes (Spellbound) d'Alfred Hitchcock
- 1946 : Duel au soleil (Duel at the Sun) de King Vidor
- 1946 : Deux Nigauds vendeurs (Little Giant) de William A. Seiter
- 1947 : Le Mur invisible (Gentleman's Agreement) d'Elia Kazan
- 1948 : Northwest Stampede d'Albert S. Rogell
- 1949 : Le Livre noir (Reign of Terror ou The Black Book), d'Anthony Mann
- 1949 : J'ai tué Jesse James (I shoot Jesse James) de Samuel Fuller
- 1950 : Stars in My Crown de Jacques Tourneur
- 1950 : La porte s'ouvre (No Way Out) de Joseph L. Mankiewicz
- 1950 : La Flèche et le Flambeau (The Flame and the Arrow) de Jacques Tourneur
- 1951 : Le Grand Attentat (The Tall Target) d'Anthony Mann
- 1951 : Unknown World de Terry O. Morse
- 1952 : Face to Face de John Brahm et Bretaigne Windust

### À la télévision (séries)
- 1974 : La Planète des singes (Planet of the Apes), Saison unique, épisode 5 Le Testament (The Legacy)
- 1974 : Gunsmoke ou Police des plaines (Gunsmoke ou Marshal Dillon), Saison 20, épisode 8 The Fourth Victim

## Théâtre
Pièces jouées à Broadway
- 1926 : The Good Fellow de George S. Kaufman et Herman J. Mankiewicz, mise en scène par Howard Lindsay et G. S. Kaufman, avec Jean Adair
- 1926-1927 : Derrière l'horizon (Beyond the Horizon) d'Eugene O'Neill, avec Thomas Chalmers, Robert Keith, Aline MacMahon
- 1927 : Rapid Transit de Lajos N. Egri, adaptation de Gustave Davidson
- 1927 : Triple Crossed de (et mise en scène par) Frank S. Merlin
- 1927 : What the Doctor ordered de Caesar Dunn, mise en scène par John Cromwell
- 1927-1928 : Nightstick de John Wray, Elaine Sterne Carrington, J.C. et Elliott Nugent, avec Thomas Mitchell, Lee Patrick
- 1928 : The Big Fight de Milton Herbert Gropper et Max Marcin, mise en scène par David Belasco
- 1930 : Les Bas-fonds (At the Bottom) de Maxime Gorki, adaptation de William L. Laurence, avec Walter Abel, Richard Hale, Edgar Stehli, Ian Wolfe
- 1930 : La Mouette (The Seagull) d'Anton Tchekhov, avec Walter Abel, Ian Wolfe
- 1930 : This One Man de Sidney R. Buchman, avec Paul Muni
- 1931 : Hobo de Frank S. Merlin, avec Paul Kelly
- 1931 : Cloudy with Showers de Floyd Dell et Thomas Mitchell, mise en scène par (et avec) T. Mitchell
- 1931-1932 : Adam's Wife de Theodore St. John
- 1932 : Collision de Rudolf Lothar et István Sebesi, adaptation de John Anderson
- 1932 : The Great Magoo de Ben Hecht et Gene Fowler, avec Paul Kelly, Percy Kilbride, Thomas Mitchell
- 1933 : Man bites Dog de Don Lochbiler et Arthur Barton, avec Don Beddoe, Thomas Mitchell, Raymond Walburn
- 1933 : A Divine Drudge de Vicki Baum et John Golden, avec Walter Abel, Mady Christians, Josephine Hull
- 1933-1934 : Peace on Earth de George Sklar et Albert Maltz, avec Robert Keith
- 1934 : Broomsticks, Amen ! d'Elmer Greenfelder, avec Jean Adair
- 1934 : The Bride of Torozko d'Otto Indig, adaptation de Ruth Langner, mise en scène par Herman Shumlin, avec Jean Arthur, Van Heflin, Sam Jaffe, Lionel Stander
- 1934-1935 : Valley Forge de Maxwell Anderson, mise en scène par Herbert J. Biberman et John Houseman, avec George Coulouris, Margalo Gillmore, Philip Merivale, Erskine Sanford
- 1942 : Solitaire de John Van Druten, d'après Edwin Corle
- 1947 : Miracles in the Mountains de (et mise en scène par) Ferenc Molnár
- 1957-1959 : Ange exilé (Look Homeward, Angel) d'Angel et Ketti Frings (en), d'après le roman Ange exilé, une histoire de la vie ensevelie (Look Homeward, Angel : A Story of the Buried Life) de Thomas Wolfe, mise en scène par George Roy Hill, avec Hugh Griffith, Anthony Perkins (Andrew Prine en remplacement), Jo Van Fleet (Miriam Hopkins en remplacement)
- 1959-1960 : The Gang's All Here de Jerome Lawrence et Robert E. Lee, mise en scène par George Roy Hill, avec Jean Dixon, Melvyn Douglas, E. G. Marshall
- 1961-1962 : Gideon de Paddy Chayefsky, mise en scène par Tyrone Guthrie, avec Fredric March